# Olympica Fossae

Karte der Tharsis Gegend mit den wichtigsten Punkten. In Tharsis gibt es viele Vulkane, darunter Olympus Mons, den höchsten bekannten Vulkan im Sonnensystem. Im Weiteren wird auch Ceraunius Tholus dargestellt, der, auch wenn er hier klein erscheinen mag, in etwa so hoch ist wie der Mount Everest.

Olympica Fossae ist ein Graben in der Tharsis-Region des Mars bei 25° nördlicher Breite und 114,1° westlicher Länge.  Die Formation ist 420 km lang und wurde nach einem Punkt mit besonderer Albedo (Rückstrahlvermögen) bei 17° nördlicher Breite und 134° westlicher Länge benannt.

## Fossa
Olympica Fossae ist ein langgezogener Graben, eine in der Astrogeologie Fossa genannte Struktur. Solche Gräben bilden sich, wenn die Erd-(Mars-)Kruste so stark gedehnt wird, bis sie bricht. Ein solcher Graben hat zwei Störungszonen, zwischen denen sich das dazwischenliegende Material absenkt. Dies führt zu sich voneinander entfernenden steilen Klippen.

## Dark Slope Streaks (Dunkle Streifen)
Dunkle Streifen an Hängen sind auf dem Mars häufig zu sehen. Sie treten an steilen Hängen von Kratern, Mulden und Tälern auf und werden mit zunehmendem Alter heller. Manchmal beginnen sie in einem kleinen punktförmigen Bereich und werden dann zunehmend breiter. Man beobachtete, dass sie sich um Hindernisse, wie Mulden, weiterbewegen. Es wird angenommen, dass die Farbe von dunklen darunterliegenden Schichten stammt, die durch Lawinen von hellem Staub freigelegt werden. Es wurden jedoch auch andere Hypothesen aufgestellt, wie Wasser oder sogar der Wuchs von Organismen. Das Interessanteste an diesen dunklen Streifen (engl. Dark Slope Streaks) ist, dass sie sich auch heute noch bilden. Der Großteil der Marsatmosphäre ist erfüllt mit feinem Staub. Dieser Staub setzt sich ab, nachdem er aufgewirbelt wurde, und bedeckt praktisch alles.  Man weiß heute über diesen Staub relativ gut Bescheid aufgrund der Tatsache, dass die Solarmodule der Mars-Rover oft von Staub bedeckt werden, was dann zu einem Abfall der Leistungsfähigkeit der Rover führt, da dieser nicht mehr genug Sonnenenergie aufnehmen kann. Dennoch wird die Leistungsfähigkeit der Rover oft durch den Wind wiederhergestellt, insbesondere in Form von Staubteufeln, welche die Solarmodule von Staub befreien. Staubstürme sind sehr häufig auf dem Mars, insbesondere während des Frühlings in der südlichen Hemisphäre. Zu dieser Zeit befindet sich der Mars 40 % näher bei der Sonne, da der Orbit des Mars um die Sonne viel elliptischer ist jener der Erde. Im Weiteren kommt es alle paar Jahre auf dem Mars zu globalen Staubstürmen. Als Mariner 9 den Mars erreichte, konnte man aufgrund eines Staubsturmes so gut wie nichts auf der Oberfläche erkennen. Seit dieser Zeit konnte man noch einige weitere globale Staubstürme beobachten.